# 河内村 (石川県)
河内村（かわちむら）は、石川県の南に位置し、自然豊かな山々に囲まれた石川郡に属する村であった。金沢市への通勤率は18.9%（平成12年国勢調査）。
2005年2月1日に、野々市町を除く石川郡を構成する町村及び、松任市と合併し、白山市になった。

## 地理

### 自然地理

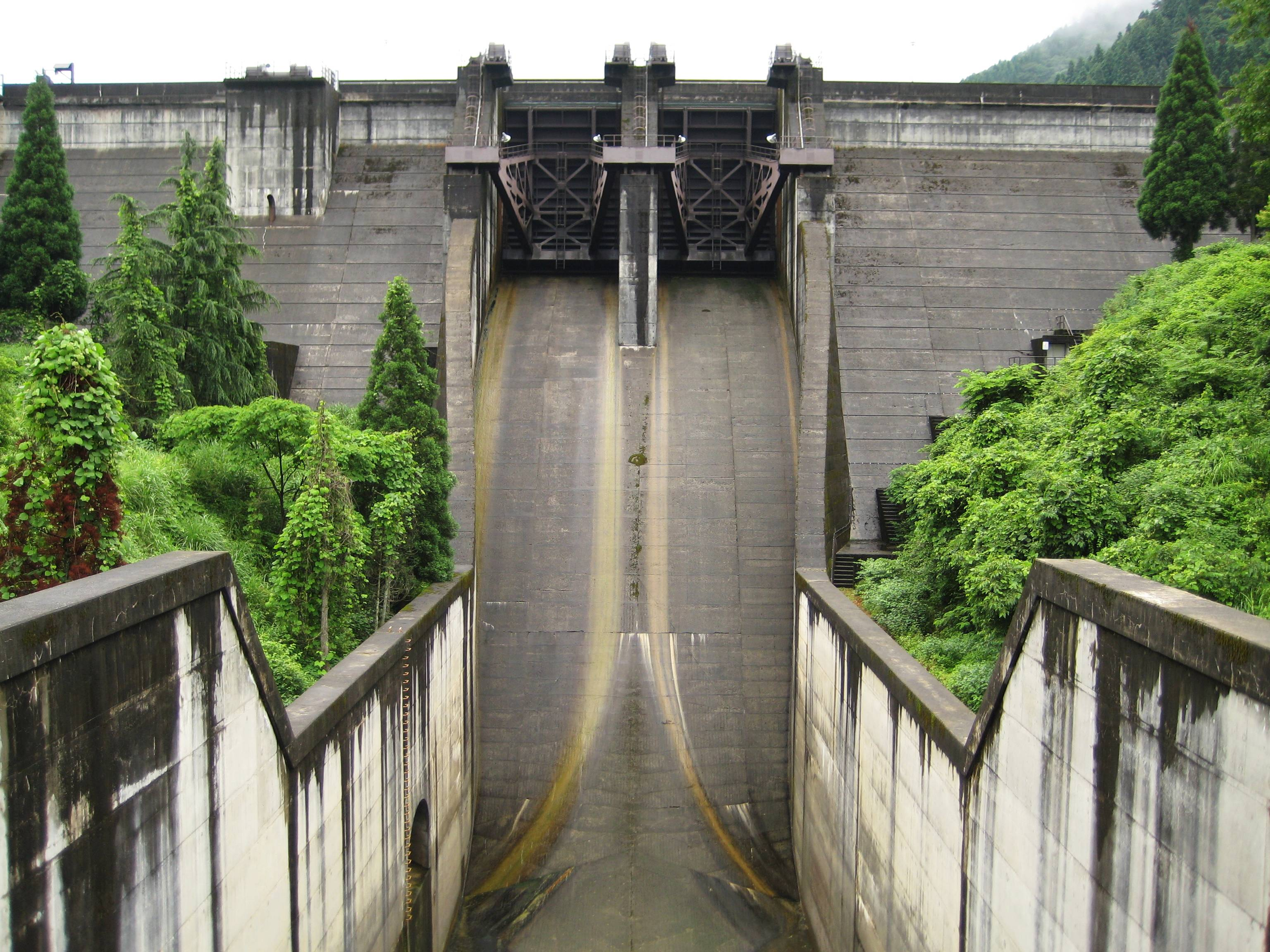
手取川第三ダム

手取川と直海谷川（のみだにがわ）の合流点にあり、白山麓旧5ヶ村の中で最も金沢市に近い。集落はそれぞれの川岸に点在している。
- 山
  - 口三方岳
- 河川
  - 手取川
  - 直海谷川
- 湖沼・ダム
  - 手取川第三ダム

### 隣接する自治体
- 石川県
  - 石川郡 ： 鶴来町 - 吉野谷村 - 鳥越村
  - 金沢市

## 歴史
縄文時代の竪穴建物跡が検出されており、原始時代より人間がこの地に居住していたことが分かっている。
1221年の承久の乱以降、地頭として結城氏が福岡に乗り込み、山奥120ヶ村を支配した。
後に結城氏は、覇権争いに敗れ東国に去った。途中越中で滞在した集落が、福岡に似ていたため、その地に「福岡」と名をつけた。これが現在の富山県福岡町である（合併して高岡市）
延元年間、口直海に加賀安国寺が建てられる。
1620年ごろ、奥池に銀山が開かれた。
鉱石を精錬するためとして木炭が盛んに作られ、内尾・奥池の原生林が一時焼き尽くされるほどであったといわれる。
現在は
・吉岡（よしおか）　・江津（ごうづ）　・きりの里（きりのさと）　・福岡（ふくおか）
・ふじが丘（ふじがおか）　・口直海（くちのみ）　・中直海（なかのみ）　
・奥池（おくいけ）　・久保（くぼ）　・吹上（ふきあげ）　・板尾（いたお）
・金間（きんま）　・下折（そそり）　・内尾（うつお）
の14区で構成されている。

### 沿革
- 1889年4月1日　町村制の施行により、吉岡村、江津村、福岡村、口直海村、中直海村、久保村、吹上村、板尾村、金間村、下折村、内尾村、奥池村、中島村、三宮村、八幡村、石切小原村及び白山村の区域をもって、河内村が発足する。
- 1906年　吉野谷村との合併案が石川郡当局から打診されるも実現せず
- 1893年　直海谷道路開設
- 1911年　福岡発電所（現在の北陸電力福岡第一発電所。県内に2番目に古い発電所である）完成
- 1951年　中島、三宮、八幡、石切小原及び白山の区域が分立して、一ノ宮村が発足する。（1954年に鶴来町、一ノ宮村、蔵山村、林村及び舘畑村が合併して、改めて鶴来町が発足する。）。

分村の経緯は一ノ宮村参照のこと
- 1975年　手取川第3ダム建設のため中直海が水没廃村

住民は代替地（現在のふじが丘）・鶴来・野々市・金沢などへ移住した（ダム完成は1978年）
- 1976年　河内千丈温泉開湯
- 1977年　河内村住民総合センター（現在の白山市役所河内市民サービスセンター）竣工
- 1984年　福岡で分譲住宅地「ふじが丘団地」の造成始まる
- 1987年　金沢セイモアスキー場オープン
- 1989年　鶴来・鳥越・吉野谷・尾口・白峰とともに白山連峰合衆国建国
- 1990年　かわち大橋完成、ゴルフ場開発計画が住民の猛反対にあい頓挫
- 1993年　江津にログハウス村の造成始まる（現在のきりの里）
- 2005年1月16日　白山市への合併に向け、閉村式が行われた

## 行政

### 村長
| 代 | 人 | 氏名       | 就任                       | 退任                       | 備考                 |
| -- | -- | ---------- | -------------------------- | -------------------------- | -------------------- |
|    |    | 平野正     | 1889年（明治22年）1月15日  | 1890年（明治23年）2月?日   | 臨時代理             |
| 1  | 1  | 米沢清兵衛 | 1890年（明治23年）2月?日   | 1892年（明治25年）3月?日   |                      |
| 2  | 2  | 半田勝見   | 1892年（明治25年）4月?日   | 1893年（明治26年）4月?日   |                      |
| 3  | 3  | 辻仁三郎   | 1893年（明治26年）5月?日   | 1897年（明治30年）5月?日   |                      |
| 4  | 4  | 福田源兵衛 | 1897年（明治30年）6月?日   | 1901年（明治34年）6月?日   |                      |
| 5  | 4  | 福田源兵衛 | 1901年（明治34年）6月?日   | 1905年（明治38年）6月?日   |                      |
| 6  | 5  | 藤村鉄三郎 | 1905年（明治38年）7月8日   | 1909年（明治42年）7月7日   |                      |
| 7  | 5  | 藤村鉄三郎 | 1909年（明治42年）8月11日  | 1912年（明治45年）6月15日  |                      |
| 8  | 6  | 河原利明   | 1912年（明治45年）7月4日   | 1916年（大正5年）7月3日    |                      |
| 9  | 6  | 河原利明   | 1916年（大正5年）8月9日    | 1919年（大正8年）8月29日   | 任期途中で辞職       |
| 10 | 7  | 古瀬仁太郎 | 1919年（大正8年）12月25日  | 1921年（大正10年）11月12日 | 任期途中で辞職       |
| 11 | 8  | 吉田吉一   | 1922年（大正11年）3月15日  | 1926年（大正15年）3月14日  |                      |
| 12 | 9  | 古谷外美雄 | 1926年（大正15年）4月15日  | 1928年（昭和3年）4月9日    | 任期途中で辞職       |
| 13 | 9  | 古谷外美雄 | 1928年（昭和3年）5月5日    | 1932年（昭和7年）5月4日    |                      |
| 14 | 10 | 辻初三郎   | 1932年（昭和7年）8月29日   | 1935年（昭和10年）11月2日  |                      |
| 15 | 11 | 山本与吉   | 1935年（昭和10年）11月15日 | 1939年（昭和14年）11月14日 |                      |
| 16 | 11 | 山本与吉   | 1939年（昭和14年）11月15日 | 1943年（昭和18年）11月14日 |                      |
| 17 | 11 | 山本与吉   | 1943年（昭和18年）11月18日 | 1946年（昭和21年）11月5日  | 任期途中で辞職       |
|    |    | 山口芳一   | 1946年（昭和21年）11月5日  | 1946年（昭和21年）12月27日 | 職務代理             |
| 18 | 12 | 朽木定次郎 | 1946年（昭和21年）12月28日 | 1947年（昭和22年）4月4日   |                      |
| 19 | 12 | 朽木定次郎 | 1947年（昭和22年）4月5日   | 1951年（昭和26年）4月4日   |                      |
| 20 | 12 | 朽木定次郎 | 1951年（昭和26年）4月23日  | 1955年（昭和30年）4月22日  |                      |
| 21 | 12 | 朽木定次郎 | 1955年（昭和30年）4月30日  | 1959年（昭和34年）4月29日  |                      |
| 22 | 13 | 中田重造   | 1959年（昭和34年）4月30日  | 1960年（昭和35年）1月24日  | 在職中死去           |
|    | 14 | 宮道徳太郎 | 1960年（昭和35年）1月25日  | 1960年（昭和35年）3月5日   | 助役、村長職務執行者 |
| 23 | 14 | 宮道徳太郎 | 1960年（昭和35年）3月13日  | 1964年（昭和39年）3月12日  |                      |
| 24 | 14 | 宮道徳太郎 | 1964年（昭和39年）3月13日  | 1968年（昭和43年）3月12日  |                      |
| 25 | 14 | 宮道徳太郎 | 1968年（昭和43年）3月13日  | 1972年（昭和47年）3月12日  |                      |
| 26 | 15 | 中田吉美輝 | 1972年（昭和47年）3月17日  | 1976年（昭和51年）3月12日  |                      |
| 27 | 15 | 中田吉美輝 | 1976年（昭和51年）3月13日  | 1980年（昭和55年）3月12日  |                      |
| 28 | 15 | 中田吉美輝 | 1980年（昭和55年）3月13日  | 1984年（昭和59年）3月12日  |                      |
| 29 | 16 | 田中博人   | 1984年（昭和59年）3月13日  | 1988年（昭和63年）3月12日  |                      |
| 30 | 16 | 田中博人   | 1988年（昭和63年）3月13日  | 1992年（平成4年）3月12日   |                      |
| 31 | 16 | 田中博人   | 1992年（平成4年）3月13日   | 1996年（平成8年）3月12日   | 後に石川県議         |
| 32 | 17 | 山下弘     | 1996年（平成8年）3月13日   | 1998年（平成10年）7月17日  | 病気のため辞職       |
|    |    | 福田紀夫   | 1998年（平成10年）7月18日  | 1998年（平成10年）8月22日  | 助役、村長職務執行者 |
| 33 | 18 | 田中千代人 | 1998年（平成10年）8月23日  | 2002年（平成14年）8月22日  | 田中博人の実弟       |
| 34 | 18 | 田中千代人 | 2002年（平成14年）8月23日  | 2005年（平成17年）1月31日  |                      |

- 村長 - 田中 千代人（たなか・ちよと）

## 経済

### 産業
1次産業 6.0%
2次産業 35.0%
3次産業 58.7%

#### 農業
比較的平坦で水の豊富な吉岡･江津･福岡で、古くから稲作が行われている。福岡は近年、石川県の種籾採種地となっている。
口直海〜内尾の直海谷地区は、古くは焼畑による出作り農業やタバコの栽培が行われていた。

#### 工業
直海谷地区では砕石業が盛んである。福岡に村内唯一の紡績工場がある。
伝統工芸として、マタタビの蔓を細く裂いて編む「コツラ細工」がある。後継者育成のため、村の民芸品振興会が中心となり、講習会が行われている。
地場産業センターに併設された山菜加工センターで、「半固どうふ」「平家そば」「くるみみそ」などの生産販売を行っている。
- 半固どうふ…その名の通り木綿豆腐と白峰堅豆腐の中間の固さに作られており、冷奴・湯豆腐・豆腐ステーキと多様に味わえる豆腐として、村民や観光客に好評である。近年河内産大豆100％のものも作られている。
- そば…山菜加工センターで作られている生麺の「平家そば」と、業者に委託生産している乾麺の「河内そば」がある。添付のそばつゆは「そのままつゆ」のヤマモリ株式会社製。

## 姉妹都市・提携都市

### 国内
- 大川村 （高知県土佐郡）

## 地域

### 公共機関

#### 警察
石川県警察鶴来警察署が管轄する。
- 河内駐在所

#### 消防
松任石川広域事務組合消防本部が管轄する。なお、村内に消防署はない。

#### 上水道
全域を河内村が供給する。
- 河内村簡易水道

#### 下水道
河内村単独の公共下水道が接続される。
- 河内村公共下水道
  - 直海谷終末処理場

#### ゴミ処理
松任石川広域事務組合が、松任市の松任石川環境クリーンセンターで処理する。

#### 電話
金沢市のNTT西日本金沢支店が管轄する。
市外局番は村内全域が0761である。

#### 郵便
- 河内郵便局 - 〒920-23xx

なお、村内に集配を行う局はない。

#### 税務
松任市の金沢国税局松任税務署が管轄する。

#### その他
- 石川ウッドセンター

### 学校教育
小中併設校である。

#### 中学校
- 河内村立（1校）
  - 河内中学校…白山市誕生後の2013年3月をもって廃校、鳥越中学校と併合。

#### 小学校
- 河内村立（1校）
  - 河内小学校

### 社会教育

#### 図書館
- 河内村立図書館

#### ホール・その他の文化施設
- 河内村保健センター
- ノミレイク野鳥観察舎

#### 体育施設
- 河内トリムパーク
- ウッディホール

## 交通

### 鉄道
村内を鉄道路線は通っていない。最寄り駅は、北陸鉄道石川線加賀一の宮駅。

### バス
- 加賀白山バス（北陸鉄道グループ）

#### コミュニティバス
- 地域バス （村営）

### 道路
- 一般国道
  - 国道157号
- 県道
  - 一般県道
    - 石川県道181号内尾口直海線
    - 石川県道180号河合江津線

## 観光

### 祭り・イベント
- 河内千丈温泉平安まつり （7月）

### 名所・旧跡
- 登録有形文化財 福岡第一発電所
- 不動滝

### 保養・休憩施設
- 白山ろくテーマパーク
- うつおキャンプ場
- セイモアキャンプ場

#### スキー場
- 金沢セイモアスキー場

#### 温泉
- 河内千丈温泉